# Alansmia longa
Alansmia longa är en stensöteväxtart som först beskrevs av Carl Frederik Albert Christensen, och fick sitt nu gällande namn av Moguel och M. Kessler. Alansmia longa ingår i släktet Alansmia och familjen Polypodiaceae. Inga underarter finns listade.